# Catie Ball
Catie Ball (n. 30 septembrie 1951, Florida, SUA) este o înotătoare ce a reprezentat Statele Unite ale Americii, medaliată olimpică. A participat la o ediție a Jocurilor Olimpice (1968) în care a câștigat două medalii de aur.